# Командний чемпіонат Європи зі спортивної ходьби
Командний чемпіонат Європи зі спортивної ходьби — континентальне змагання серед європейських легкоатлетів зі спортивної ходьби, що проводиться раз на два роки Європейською легкоатлетичною асоціацією.
Змагання було вперше проведено у 1996 та традиційно проходить наприкінці весни.
Упродовж 1996—2019 змагання мали назву «Кубок Європи зі спортивної ходьби», а з першості-2021 змінили назву на «Командний чемпіонат Європи зі спортивної ходьби».

## Історія
Засновуючи ці змагання, Європейська легкоатлетична асоціація планувала проводити їх по парних роках. Зважаючи на це, пройшли перші три розіграші, але потім відбулася своєрідна «рокіровка». Кубок світу зі спортивної ходьби «переїхав» на парні роки, відтіснивши на непарні свого європейського побратима.
Первісно до програми цих змагань входили три дисципліни ходьби — на 20 і 50 км у чоловіків і 10 км у жінок (починаючи з 2000, жіноча дистанція була збільшена вдвічі).
Кубок започатковувався перш за все як командне змагання. Під час першого розіграшу в 1996 перемогу присуджували за найбільшою сумою очок, що нараховувались за зайняті місця. Надалі підсумовувати стали не очки, а зайняті місця, і переможцем серед дорослих ставала команда, чиї перші троє залікових учасників набирали найменшу суму місць на кожній з дистанцій.

## Формат
У змаганнях беруть участь легкоатлети, які представляють національні федерації, що входять до Європейської легкоатлетичної асоціації.
Програма змагань включає по три дисципліни спортивної ходьби по шосе у чоловіків і жінок: 10 кілометрів (серед юніорів), а також 20 і 50 кілометрів у дорослих. Починаючи з 2021, жіноча дистанція ходьби на 50 км була замінена коротшою дистанцією 35 км. Чоловіча програма була аналогічно замінена на коротшу, починаючи з 2023.
У юніорських заходах мають право брати участь атлети, яким у рік проведення змагань виповнилося або виповниться 16, 17, 18 або 19 років. У заходах дорослих на 20 км можуть бути заявлені атлети, яким у рік проведення змагань виповнилося або виповниться принаймні 18 років, а для зах́одів на 35 км — принаймні 20 років.
Від країни може брати участь максимум 4 атлети у кожному дорослому зах́оді та 3 — у кожному юніорському зах́оді.
Оскільки першість є командною, то в кожній з шести дисциплін визначається команда-переможець. Командне місце кожної країни визначається у дорослому зах́оді за сумою місць перших трьох фінішерів, а у юніорському зах́оді — за сумою перших двох фінішерів. Чим меншою виходитиме така сума, тим вищою є позиція країни в підсумковому протоколі.
За перші три призові місця у командному заліку кожен член відповідної команди, який здолав дистанцію та не був дискваліфікований, отримує медаль. Крім нагородження членів перших трьох команд за підсумками командного заліку, перші троє атлетів у кожній дисципліні окремо отримують золоту, срібну на бронзову медалі в межах індивідуального заліку.

## Першості
| Рік  | Місто-господар     | Дати проведення |
| ---- | ------------------ | --------------- |
| 1996 | Ла-Корунья         | 20 квітня       |
| 1998 | Дудінце            | 25 квітня       |
| 2000 | Айзенгюттенштадт   | 17-18 червня    |
| 2001 | Дудінце            | 19 травня       |
| 2003 | Чебоксари          | 17-18 травня    |
| 2005 | Мішкольц           | 21 травня       |
| 2007 | Роял-Лемінгтон-Спа | 20 травня       |
| 2009 | Мец                | 24 травня       |
| 2011 | Ольяу              | 22 травня       |
| 2013 | Дудінце            | 19 травня       |
| 2015 | Мурсія             | 17 травня       |
| 2017 | Подєбради          | 21 травня       |
| 2019 | Алітус             | 19 травня       |
| 2021 | Подєбради          | 16 травня       |
| 2023 | Подєбради          | 21 травня       |
| 2025 | Подєбради          | 18 травня       |

## Списки призерів
- Список призерів кубків та командних чемпіонатів Європи зі спортивної ходьби (чоловіки)
- Список призерів кубків та командних чемпіонатів Європи зі спортивної ходьби (жінки)